# کلسی وارن
کلسی وارن (انگلیسی: Kelcy Warren؛ زادهٔ ۵ نوامبر ۱۹۵۵) کارآفرین اهل ایالات متحده آمریکا است، که در سال ۱۹۹۵ شرکت انرژی ترانسفر را تأسیس کرد.